# 西摩·马丁·利普塞特
西摩·马丁·利普塞特（Seymour Martin Lipset，1922年3月18日—2006年12月31日），美国比较社会学家，研究政治社会学、工会组织、社会分层、舆论和知识分子个人生涯的社会学。早年为社会主义者，晚年成为新保守主义者。曾任美国政治学会（APSA）主席（1981-1982）、美国社会学会（ASA）主席（1993）。
代表作《政治人：政治的社会基础》（Political Man：The Social Bases of Politics），发表后引起重大影响。利普塞特提出的“政治发展与现代化理论”在战后一度盛行，该理论认为社会经济的的发展必将导致民主政治的发展。但在解释拉美国家的军事政变时遇到困难。
在他2006年去世时，《卫报》称他为“民主和美国例外论的主要理论家”。《纽约时报》称他是“杰出的社会学家、政治学家和美国独特性的敏锐理论家”。《华盛顿邮报》称他是“过去半个世纪最有影响力的社会科学家之一。